# Party Play
「Party Play」（パーティー・プレー）は、野川さくらの10枚目のシングルである。2009年5月27日に5pb.から発売された。

## 解説
- 野川さくらが初めて5pb.から発売したシングル。野川が本編でリュンメイ・ランカ役を演じているテレビアニメ『アラド戦記 〜スラップアップパーティー〜』のオープニングテーマである。
- 韓国のオンラインゲームを原作としているため、現地での放映を念じてか、カップリングには「Party Play」の韓国語バージョンが収録されている。韓国人が韓訳を務めた。
- 今までのシングルと異なり、初回限定盤と通常盤が存在する。初回限定版には「Party Play」のMusic Clip DVDが特典で封入された。
- 初回限定盤のDVDは群馬県吾妻郡高山村にある、大理石村ロックハート城で撮影された。

## 収録曲
1. Party Play
作詞・作曲：志倉千代丸、編曲：村上純
  - テレビアニメ『アラド戦記 〜スラップアップパーティ〜』オープニングテーマ
2. Party Play（韓国語バージョン）
作詞・作曲：志倉千代丸、編曲：村上純、翻訳：박진배
  - テレビアニメ『アラド戦記 〜スラップアップパーティ〜』オープニングテーマ
3. Party Play (off vocal)
4. Party Play（韓国語バージョン） (off vocal)

## DVD
- 「Party Play」 Music Clip DVD